# Adrian Alphona
Adrian Alphona é um artista de histórias em quadrinhos canadense mais conhecido por seu trabalho em Fugitivos da Marvel Comics, que ele co-criou com o escritor Brian K. Vaughan.
Com o objetivo de trabalhar no segundo volume de Spider-Man Loves Mary Jane quando o escritor Terry Moore assumiu os deveres de escrita de Sean McKeever, Alphona preferiu deixar o quadrinho inteiramente, apenas fornecendo as capas para a nova série, enquanto os deveres artísticos foram entregues a Craig Rousseau. No entanto, Alphona fez um retorno aos quadrinhos em junho de 2009, fazendo arte para a anual Captain Britain and MI13. Ele mais tarde desenhou Uncanny X-Force ao lado de Ron Garney.
Em agosto de 2013, a Marvel Comics estreou a série mensal Miss Marvel, com Alphona como artista e G. Willow Wilson como escritora.